# Úlfr Sebbason
Úlfr Sebbason est un scalde norvégien du IXe siècle. Il est l'un des poètes de cour du roi de Norvège Haraldr hárfagri cités dans le Skáldatal.
Aucune de ses œuvres n'a été conservée. La Skálda saga Haralds konungs hárfagra évoque toutefois un refrain composé par Úlfr qui aurait été copié par son parent Auðunn, autre scalde de Haraldr, dans une drápa sur le roi, ce qui lui aurait valu le surnom d’illskælda (« mauvais poète », « rimailleur »).